# Genealogieboek van de familie Song
Genealogieboek van de familie Song is een genealogieboek dat oorspronkelijk geschreven werd door Song Yingxing in 1510, tijdens de Ming-dynastie. Het boek gaat over de overleden voorouders van de familie Song. Niet lang daarna werd het boek vernietigd bij een brand. De familie Song begon het boek in 1549 opnieuw te schrijven.
Er zijn acht drukken van dit boek:
1. geschreven door Song Yingxing in 1549
2. geschreven door Song Heqing (宋和慶) in 1602
3. geschreven door Song Yingsheng (宋應昇) in 1640
4. geschreven door Song Sanli (宋三禮) in 1763
5. geschreven door Song Ying (宋穎) in 1813
6. geschreven door Song Mingqi (宋鳴琦) in 1834
7. geschreven door Song Yanchun (宋延春) in 1878
8. geschreven door Song Liquan en Song Yude (宋立權 en 宋育德) in 1934, gedrukt als Baxiuxinwuyaqi Songshizupu (八修新吳雅溪宋氏宗譜)

Alleen de eerste en de tweede druk waren handgeschreven. De andere zijn geschreven en daarna gedrukt in grote oplage.